# ابو حکفه
ابو حکفه (به عربی: أبو حکفة) یک روستا در سوریه است که در ناحیه عقیربات واقع شده‌است. ابو حکفه ۲۵۰ نفر جمعیت دارد.